# Internazionali d'Italia 2012 - Qualificazioni singolare femminile
Le qualificazioni del singolare femminile degli Internazionali d'Italia 2012 sono state un torneo di tennis preliminare per accedere alla fase finale della manifestazione. I vincitori dell'ultimo turno sono entrati di diritto nel tabellone principale. In caso di ritiro di uno o più giocatori aventi diritto a questi sono subentrati i lucky loser, ossia i giocatori che hanno perso nell'ultimo turno ma che avevano una classifica più alta rispetto agli altri partecipanti che avevano comunque perso nel turno finale.

## Giocatrici

### Teste di serie
1. Carla Suárez Navarro (primo turno)
2. Petra Martić (primo turno)
3. Aleksandra Wozniak (Qualificata)
4. Sílvia Soler Espinosa (Qualificata)
5. Kateryna Bondarenko (ritirata, primo turno)
6. Pauline Parmentier (ultimo turno)
7. Hsieh Su-wei (ultimo turno)
8. Anna Tatišvili (primo turno)

1. Gréta Arn (primo turno)
2. Vera Duševina (ultimo turno)
3. Ol'ga Govorcova (Qualificata)
4. Varvara Lepchenko (ultimo turno)
5. Johanna Larsson (primo turno)
6. Sloane Stephens (Qualificata)
7. Mathilde Johansson (primo turno)
8. Jamie Hampton (primo turno)

### Qualificati
1. Mirjana Lučić
2. Andrea Hlaváčková
3. Aleksandra Wozniak
4. Sílvia Soler Espinosa

1. Anastasija Rodionova
2. Ol'ga Govorcova
3. Sloane Stephens
4. Anna Čakvetadze

## Tabellone qualificazioni

### Legenda
| - Q = Qualificato - WC = Wild card - LL = Lucky loser | - ALT = Alternate - SE = Special Exempt - PR = Protected Ranking | - w/o = Walkover - r = Ritirato - d = Squalificato |

### 1ª sezione
|  | Primo turno | Primo turno          | Primo turno   | Primo turno | Primo turno |  |  | Ultimo turno  | Ultimo turno  | Ultimo turno | Ultimo turno | Ultimo turno |  |
|  |             |                      |               |             |             |  |  |               |               |              |              |              |  |
|  | 1           | Carla Suárez Navarro | 4             | 7           | 2           |  |  |               |               |              |              |              |  |
|  |             | Gisela Dulko         | 6             | 5           | 6           |  |  | Gisela Dulko  | Gisela Dulko  | 4            | 7            | 3            |  |
|  |             | Mirjana Lučić        | Mirjana Lučić | 6           | 6           |  |  | Mirjana Lučić | Mirjana Lučić | 6            | 67           | 6            |  |
|  | 16          | Jamie Hampton        | Jamie Hampton | 4           | 2           |  |  |               |               |              |              |              |  |

### 2ª sezione
|  | Primo turno | Primo turno        | Primo turno        | Primo turno | Primo turno |  |  | Ultimo turno      | Ultimo turno      | Ultimo turno | Ultimo turno | Ultimo turno |  |
|  |             |                    |                    |             |             |  |  |                   |                   |              |              |              |  |
|  | 2           | Petra Martić       | 7                  | 3           | 5           |  |  |                   |                   |              |              |              |  |
|  |             | Andrea Hlaváčková  | 63                 | 6           | 7           |  |  | Andrea Hlaváčková | Andrea Hlaváčková | 6            | 1            | 6            |  |
|  |             | Paula Ormaechea    | Paula Ormaechea    | 7           | 6           |  |  | Paula Ormaechea   | Paula Ormaechea   | 4            | 6            | 3            |  |
|  | 15          | Mathilde Johansson | Mathilde Johansson | 5           | 1           |  |  |                   |                   |              |              |              |  |

### 3ª sezione
|  | Primo turno | Primo turno        | Primo turno        | Primo turno | Primo turno |  |  | Ultimo turno | Ultimo turno       | Ultimo turno | Ultimo turno | Ultimo turno |  |
|  |             |                    |                    |             |             |  |  |              |                    |              |              |              |  |
|  | 3           | Aleksandra Wozniak | Aleksandra Wozniak | 6           | 6           |  |  |              |                    |              |              |              |  |
|  |             | Alla Kudrjavceva   | Alla Kudrjavceva   | 1           | 1           |  |  | 3            | Aleksandra Wozniak | 7            | 4            | 6            |  |
|  | WC          | Nastassja Burnett  | 4                  | 6           | 6           |  |  | WC           | Nastassja Burnett  | 63           | 6            | 4            |  |
|  | 13          | Johanna Larsson    | 6                  | 1           | 2           |  |  |              |                    |              |              |              |  |

### 4ª sezione
|  | Primo turno | Primo turno            | Primo turno            | Primo turno | Primo turno |  |  | Ultimo turno | Ultimo turno          | Ultimo turno          | Ultimo turno | Ultimo turno |  |
|  |             |                        |                        |             |             |  |  |              |                       |                       |              |              |  |
|  | 4           | Sílvia Soler Espinosa  | Sílvia Soler Espinosa  | 6           | 6           |  |  |              |                       |                       |              |              |  |
|  |             | Lourdes Domínguez Lino | Lourdes Domínguez Lino | 4           | 3           |  |  | 4            | Sílvia Soler Espinosa | Sílvia Soler Espinosa | 6            | 6            |  |
|  |             | Lesya Tsurenko         | Lesya Tsurenko         | 6           | 6           |  |  |              | Lesya Tsurenko        | Lesya Tsurenko        | 3            | 3            |  |
|  | 9           | Gréta Arn              | Gréta Arn              | 2           | 2           |  |  |              |                       |                       |              |              |  |

### 5ª sezione
|  | Primo turno | Primo turno          | Primo turno    | Primo turno | Primo turno |  |  | Ultimo turno | Ultimo turno         | Ultimo turno         | Ultimo turno | Ultimo turno |  |
|  |             |                      |                |             |             |  |  |              |                      |                      |              |              |  |
|  | 5           | Kateryna Bondarenko  | 63             | 0           | r           |  |  |              |                      |                      |              |              |  |
|  |             | Anastasija Rodionova | 7              | 0           |             |  |  |              | Anastasija Rodionova | Anastasija Rodionova | 6            | 6            |  |
|  |             | Chang Kai-chen       | Chang Kai-chen | 3           | 1           |  |  | 10           | Vera Duševina        | Vera Duševina        | 2            | 4            |  |
|  | 10          | Vera Duševina        | Vera Duševina  | 6           | 6           |  |  |              |                      |                      |              |              |  |

### 6ª sezione
|  | Primo turno | Primo turno         | Primo turno         | Primo turno | Primo turno |  |  | Ultimo turno | Ultimo turno       | Ultimo turno       | Ultimo turno | Ultimo turno |  |
|  |             |                     |                     |             |             |  |  |              |                    |                    |              |              |  |
|  | 6           | Pauline Parmentier  | Pauline Parmentier  | 6           | 6           |  |  |              |                    |                    |              |              |  |
|  | WC          | Anastasia Grymalska | Anastasia Grymalska | 2           | 3           |  |  | 6            | Pauline Parmentier | Pauline Parmentier | 2            | 1            |  |
|  |             | Jill Craybas        | Jill Craybas        | 5           | 3           |  |  | 11           | Ol'ga Govorcova    | Ol'ga Govorcova    | 6            | 6            |  |
|  | 11          | Ol'ga Govorcova     | Ol'ga Govorcova     | 7           | 6           |  |  |              |                    |                    |              |              |  |

### 7ª sezione
|  | Primo turno | Primo turno           | Primo turno           | Primo turno | Primo turno |  |  | Ultimo turno | Ultimo turno    | Ultimo turno    | Ultimo turno | Ultimo turno |  |
|  |             |                       |                       |             |             |  |  |              |                 |                 |              |              |  |
|  | 7           | Hsieh Su-wei          | Hsieh Su-wei          | 6           | 6           |  |  |              |                 |                 |              |              |  |
|  | WC          | Alexia Virgili        | Alexia Virgili        | 4           | 3           |  |  | 7            | Hsieh Su-wei    | Hsieh Su-wei    | 2            | 4            |  |
|  |             | Bethanie Mattek-Sands | Bethanie Mattek-Sands | 5           | 5           |  |  | 14           | Sloane Stephens | Sloane Stephens | 6            | 6            |  |
|  | 14          | Sloane Stephens       | Sloane Stephens       | 7           | 7           |  |  |              |                 |                 |              |              |  |

### 8ª sezione
|  | Primo turno | Primo turno       | Primo turno       | Primo turno | Primo turno |  |  | Ultimo turno | Ultimo turno      | Ultimo turno | Ultimo turno | Ultimo turno |  |
|  |             |                   |                   |             |             |  |  |              |                   |              |              |              |  |
|  | 8           | Anna Tatišvili    | Anna Tatišvili    | 4           | 1           |  |  |              |                   |              |              |              |  |
|  | PR          | Anna Čakvetadze   | Anna Čakvetadze   | 6           | 6           |  |  | PR           | Anna Čakvetadze   | 6            | 4            | 6            |  |
|  | WC          | Corinna Dentoni   | Corinna Dentoni   | 4           | 2           |  |  | 12           | Varvara Lepchenko | 1            | 6            | 4            |  |
|  | 12          | Varvara Lepchenko | Varvara Lepchenko | 6           | 6           |  |  |              |                   |              |              |              |  |